# J.P. Manoux

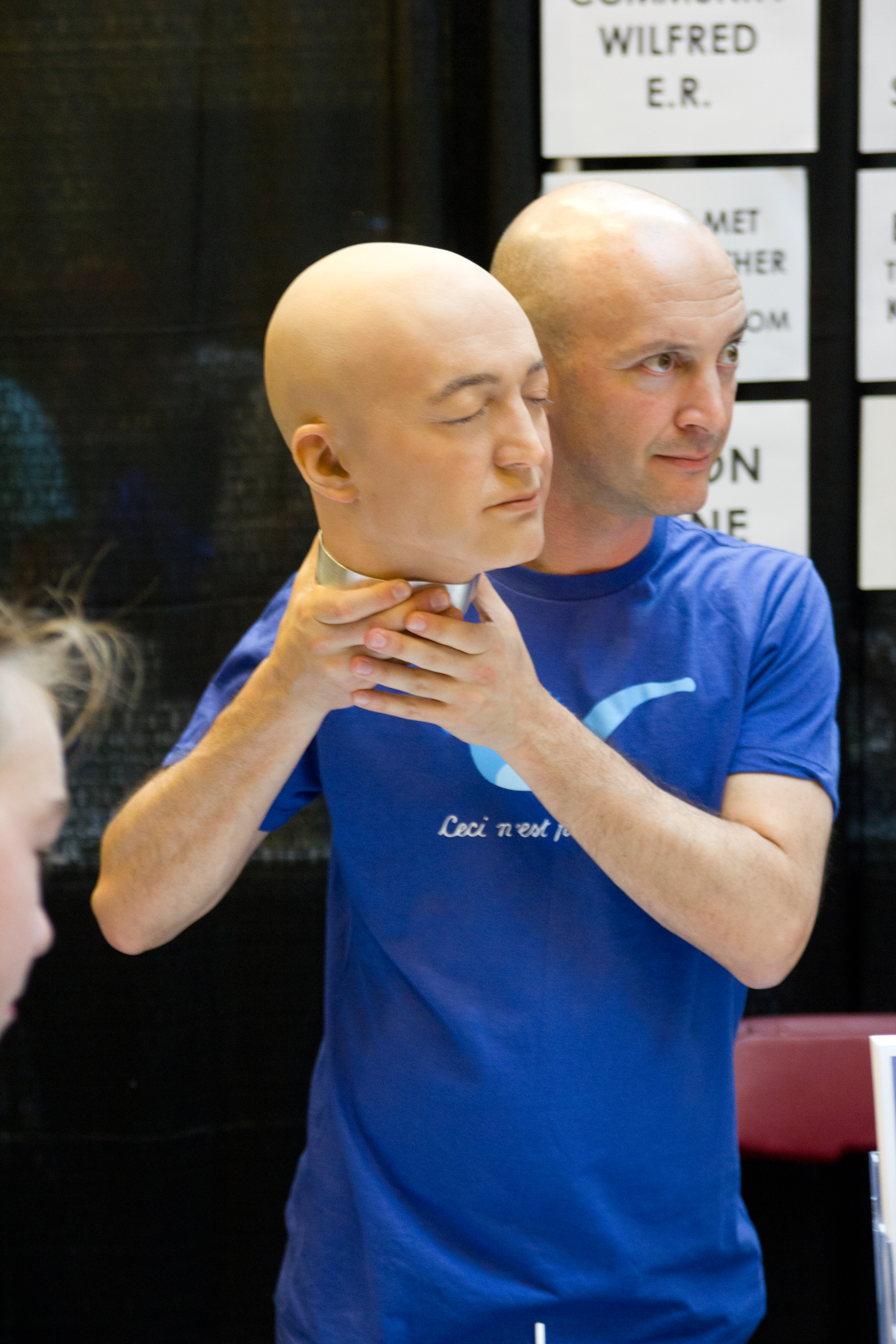
J.P. Manoux (2012)

Jean-Paul Christophe Manoux, född 8 juni 1969 i Fresno, Kalifornien, är en amerikansk skådespelare som känns igen bäst från TV-serien Phil of the Future. Han är ofta med i Walt Disney Televisions produktioner.